# نيقولاي شيرشوف
نيقولاي شيرشوف (الروسية: Ширшов, Николай Владимирович) (22 يونيو 1974 بطشقند في أوزبكستان - 28 ديسمبر 2021) هو لاعب كرة قدم روسي وأوزبكستاني (وحمل سابقاً جنسية الاتحاد السوفيتي) في مركز الدفاع. شارك مع منتخب أوزبكستان لكرة القدم. أما مع النوادي، فقد لعب مع نادي أورداباسي ونادي باختاكور طشقند ونادي روستوف أون دون ونادي روستوف وتراكتور طشقند ‏ ونادي تاغانروغ ‏ وميتوس نوفوتشركاسك ‏ وباتايسك-2007 ‏.

## وصلات خارجية
- نيقولاي شيرشوف على موقع قاعدة بيانات كرة القدم.إي يو (الإنجليزية)
- نيقولاي شيرشوف على موقع ناشيونال فوتبول تيمز (الإنجليزية)
- نيقولاي شيرشوف على موقع Soccerway.com (الإنجليزية)